# Herăști (okręg Vâlcea)
Herăști – wieś w Rumunii, w okręgu Vâlcea, w gminie Ghioroiu. W 2011 roku liczyła 262 mieszkańców.